# Heinz Leymann
Heinz Leymann (* 17. Juli 1932 in Wolfenbüttel, Deutsches Reich; † 26. Februar 1999 in Stockholm) war Betriebswirt, Psychologe und gilt als Pionier in der Mobbingforschung.

## Leben
Heinz Leymann lebte ab 1955 in Schweden. 1978 verfasste er eine Dissertation zum Thema Arbeitspsychologie. Ab 1982 war er Associate Professor an der Universität Stockholm. Von 1979 bis 1990 war er Forschungsleiter am Reichsinstitut für Arbeitswissenschaften. 1990 promovierte er am Psychiatrischen Institut der Universität Umeå (Dr. med. sci.). Von 1992 bis zu seinem Tod hatte er an der Universität Umeå einen Lehrstuhl für Arbeitswissenschaft.

## Werke
Als sein erstes Werk zu Mobbing am Arbeitsplatz gilt eine explorative Studie gemeinsam mit Bo-Göran Gustavsson. Mit seinem Buch Mobbing: Psychoterror am Arbeitsplatz und wie man sich dagegen wehren kann legte Leymann 1993 den Grundstock für die Mobbingforschung im deutschsprachigen Raum.
Leymann entwickelte das Leymann Inventory of Psychological Terror, einen Katalog von 45 Mobbinghandlungen, anhand dessen Mobbing festgestellt werden kann.